# F1総集編
F1総集編（エフワンそうしゅうへん）は、シーズン終了後の12月に、その年のF1の全グランプリをダイジェスト方式で放映している特別番組である。フジテレビでのF1中継開始2年目の1988年から放送されている。
フジテレビでのF1中継開始1年目の1987年は、F1総集編に相当する特別番組“中部博の我が心のF-1 1987年ホンダF-1チーム世界制覇の軌跡”が放送されている。

## 概要
地上波放送においては、1988年から2009年までの毎年12月（1988年、1989年のみ翌年の開幕直前）にフジテレビ系列（一部地域を除く）で放送されていた。
その後地上波放送からBSフジに移行し、2014年に無料放送では6年ぶりに総集編が放送された。
現在はCS放送・フジテレビ721→フジテレビTWOおよびフジテレビNEXTのみで放送

## 放送データ
※地上波分はフジテレビでの放送日時。
| 1988年 | 1989年3月20日（月） 25:25 - 28:55（3時間30分）                                     | （放送なし）                                  | （放送なし）                                                                    |
| 1989年 | 1990年3月5日（月） 25:40 - 29:10（3時間30分）                                      | （放送なし）                                  | （放送なし）                                                                    |
| 1990年 | 12月28日（金） 23:40 - 26:40（3時間）                                              | （放送なし）                                  | （放送なし）                                                                    |
| 1991年 | 1992年1月1日（水） 24:15 - 29:15（5時間）                                          | （放送なし）                                  | （放送なし）                                                                    |
| 1992年 | 12月27日（日） 23:55 - 28:55（5時間）                                              | （放送なし）                                  | （放送なし）                                                                    |
| 1993年 | 12月28日（火） 24:00 - 29:00（5時間）                                              | （放送なし）                                  | （放送なし）                                                                    |
| 1994年 | 12月28日（水） 23:50 - 28:20（4時間30分）1                                         | （放送なし）                                  | （放送なし）                                                                    |
| 1995年 | 12月29日（金） 24:05 - 27:35（3時間30分）                                          | （放送なし）                                  | （放送なし）                                                                    |
| 1996年 | 12月30日（月） 23:50 - 26:50（3時間）                                              | （放送なし）                                  | （放送なし）                                                                    |
| 1997年 | 12月30日（火） 23:45 - 27:45（4時間）                                              | （放送なし）                                  | （放送なし）                                                                    |
| 1998年 | 12月28日（月） 25:00 - 28:30（3時間30分）                                          | （放送なし）                                  | （放送なし）                                                                    |
| 1999年 | 12月28日（火） 24:30 - 28:00（3時間30分）                                          | （放送なし）                                  | 地上波放送分をノーカットで放送                                                  |
| 2000年 | 12月28日（木） 25:30 - 28:44（3時間14分）                                          | （放送なし）                                  | 地上波放送分をノーカットで放送                                                  |
| 2001年 | 12月27日（木） 25:30 - 28:14（2時間44分）                                          | （放送なし）                                  | 地上波放送分をノーカットで放送                                                  |
| 2002年 | 12月29日（日） 26:05 - 28:00（1時間55分）                                          | （放送なし）                                  | 地上波放送分をノーカットで放送                                                  |
| 2003年 | 12月28日（日） 25:15 - 27:45（2時間30分）                                          | （放送なし）                                  | 地上波放送分をノーカットで放送                                                  |
| 2004年 | 12月26日（日） 26:00 - 28:30（2時間30分）                                          | （放送なし）                                  | 地上波放送分をノーカットで放送                                                  |
| 2005年 | 12月18日（日） 26:40 - 28:10【1部】 12月25日（日） 26:55 - 28:25【2部】（計3時間） | （放送なし）                                  | 地上波放送分をノーカットで放送                                                  |
| 2006年 | 12月17日（日） 25:30 - 28:00（2時間30分）                                          | （放送なし）                                  | 地上波放送分をノーカットで放送                                                  |
| 2007年 | 12月16日（日） 24:50 - 27:20（2時間30分）                                          | （放送なし）                                  | 地上波放送分をノーカットで放送                                                  |
| 2008年 | 12月14日（日） 25:00 - 27:30（2時間30分）                                          | （放送なし）                                  | 12月31日（水） 25:00 - 30:00（5時間）                                           |
| 2009年 | 12月13日（日） 25:00 - 27:30（2時間30分）                                          | （放送なし）                                  | 12月31日（木） 17:00 - 22:00（5時間）                                           |
| 2010年 | （放送なし）2                                                                      | （放送なし）                                  | 12月31日（金） 18:00 - 22:30（4時間30分）                                       |
| 2011年 | （放送なし）                                                                       | （放送なし）                                  | 12月23日（金） 19:00 - 24:00（5時間）3                                          |
| 2012年 | （放送なし）                                                                       | （放送なし）                                  | 12月23日（日） 16:00 - 21:00（5時間）                                           |
| 2013年 | （放送なし）                                                                       | （放送なし）                                  | 12月22日（日） 13:00 - 18:00（5時間）4                                          |
| 2014年 | （放送なし）                                                                       | 2015年1月11日（日）23:00 - 24:55（1時間55分） | 12月20日（土） 14:00 - 19:00（5時間）5                                          |
| 2015年 | （放送なし）                                                                       | 2016年1月8日（金）22:00 - 23:55（1時間55分）  | 12月25日（金） 19:00 - 24:00（5時間）6                                          |
| 2016年 | （放送なし）                                                                       | （放送なし）                                  | 12月20日（火） 22:00 - 24:00（2時間）                                           |
| 2017年 | （放送なし）                                                                       | （放送なし）                                  | 12月17日（日） 20:00 - 23:00（3時間）                                           |
| 2018年 | （放送なし）                                                                       | （放送なし）                                  | 12月23日（日） 19:00 - 22:00（3時間）7                                          |
| 2019年 | （放送なし）                                                                       | （放送なし）                                  | 12月29日（日） 19:00 - 22:00（3時間）                                           |
| 2020年 | （放送なし）                                                                       | （放送なし）                                  | 12月31日（木） 17:00 - 20:00（3時間）8                                          |
| 2021年 | （放送なし）                                                                       | （放送なし）                                  | 12月31日（金） 16:00 - 18:30【前編】、2022年1月23日（日） 19:00 - 21:30【後編】 |
| 2022年 | （放送なし）                                                                       | （放送なし）                                  | 12月31日（土） 17:00 - 22:00（5時間）                                           |
| 2023年 | （放送なし）                                                                       | （放送なし）                                  | 12月24日（日） 19:00 - 24:00（5時間）                                           |
| 2024年 | （放送なし）                                                                       | （放送なし）                                  | 12月31日（日） 19:00 - 24:00（5時間）                                           |
| - 1 放送直前に三陸はるか沖地震が発生したため24:20から放送。1部、2部構成。 - 2 地上波では代わりに12月26日に「F1 サムライの涙～音速を駆けぬけたプロフェッショナル～」と題した1時間の特番を放送 - 3 30日にフジテレビONEで再放送（何度か再放送されている）。後に判明する2012年全戦衛星放送(BSフジ)移行に先駆ける形で、地上波での放送が無くなる。 - 4 31日に同時刻で再放送。またフジテレビONEでも12月29日（日）19:00 - 24:00に放送された。 - 5 30日に19:00 - 24:00で再放送。またフジテレビONEでは12月29日（月）21:00 - 23:00に独自編集による2時間バージョンが放送された（BSフジ版はこれをそのまま放送）。 - 6 30日に15:00 - 20:00で再放送。またフジテレビONEでは12月27日（日）24:45 - 26:45に独自編集による2時間バージョンが放送された（BSフジ版はこれをそのまま放送）。 - 7 31日に10:10 - 13:10で再放送。 - 8 31日に25:00 - 28:00で再放送。 |                                                                                    |                                               |                                                                                 |

## エンディング曲
エンディングで使用される曲、及び流れるナレーションにファンが多いのも当番組の特徴である。
| 年度   | 地上波                                                                                    | CS放送                                                                  |
| ------ | ----------------------------------------------------------------------------------------- | ----------------------------------------------------------------------- |
| 1988年 | Tony MacAlpine「Porcelain Doll」                                                          | （放送なし）                                                            |
| 1989年 | Rod Stewart & Jeff Beck「People Get Ready」                                               | （放送なし）                                                            |
| 1990年 | Styx「Show Me The Way」                                                                   | （放送なし）                                                            |
| 1991年 | Steelheart「She's Gone」                                                                  | （放送なし）                                                            |
| 1992年 | Alias「More Than Words Can Say」                                                          | （放送なし）                                                            |
| 1993年 | Europe「Prisoners in Paradise」                                                           | （放送なし）                                                            |
| 1994年 | Bon jovi「Bed of Roses」                                                                  | （放送なし）                                                            |
| 1995年 | Def Leppard「When Love & Hate Collide」                                                   | （放送なし）                                                            |
| 1996年 | Boston「Livin' for you」                                                                  | （放送なし）                                                            |
| 1997年 | Elton John & Luciano Pavarotti「Live Like Horses（Live Finale Version）」                 | （放送なし）                                                            |
| 1998年 | Sky Of Avalon & Uli Jon Roth「Bridge to Heaven」                                          | （放送なし）                                                            |
| 1999年 | Enigma「Return to Innocence」                                                             | （放送なし）                                                            |
| 2000年 | Damn Yankees「High Enough」                                                               | （放送なし）                                                            |
| 2001年 | Gamma Ray「The Silence('95 Version)」                                                     | （放送なし）                                                            |
| 2002年 | Jon & Vangelis「Journey to Ixtlan」                                                       | （放送なし）                                                            |
| 2003年 | Westlife「Flying Without Wings」                                                          | （放送なし）                                                            |
| 2004年 | Journey「Faithfully」                                                                     | （放送なし）                                                            |
| 2005年 | Enrique Iglesias「Héroe」【1部】 Bryan Adams「（Everything I do）I do it for you」【2部】 | （放送なし）                                                            |
| 2006年 | Gerardina Trovato & Andrea Bocelli「Vivere」                                              | （放送なし）                                                            |
| 2007年 | Queen「Teo Torriatte (Let Us Cling Together)」                                            | （放送なし）                                                            |
| 2008年 | Journey「Turn Down The World Tonight」                                                    |                                                                         |
| 2009年 | Neal E.boyd「Is Nothing Sacred」                                                          |                                                                         |
| 2010年 | （放送なし）                                                                              | journey「never walk away」                                              |
| 2011年 | （放送なし）                                                                              |                                                                         |
| 2012年 | （放送なし）                                                                              | Treat「A Life To Die For」                                              |
| 2013年 | （放送なし）                                                                              | FireHouse「Love Of A Lifetime」                                         |
| 2014年 | （放送なし）                                                                              | Journey「Open Arms」                                                    |
| 2015年 | （放送なし）                                                                              | Robin Zander「In This Country」                                         |
| 2016年 | （放送なし）                                                                              | Bad English「When I See You Smile」                                     |
| 2017年 | （放送なし）                                                                              | Tauese Tofa「Dress Up」                                                 |
| 2018年 | （放送なし）                                                                              | Bon jovi「Thank You For Loving Me」                                     |
| 2019年 | （放送なし）                                                                              | Enya「May It Be」                                                       |
| 2020年 | （放送なし）                                                                              | Thomas Bergersen「L’Appel Du Vide」                                     |
| 2021年 | （放送なし）                                                                              | Styx「Show Me The Way」【前編】 Europe「Prisoners in Paradise」【後編】 |
| 2022年 | （放送なし）                                                                              | Queen「Spread Your Wings」                                              |
| 2023年 | （放送なし）                                                                              | Tony MacAlpine「Porcelain Doll」                                        |
| 2024年 | （放送なし）                                                                              | TV on the Radio「Family Tree」                                          |

## ナレーター
- 城達也（1988年 - 1993年）
- 窪田等（1994年 - 1998年、2000年 - 2009年、2012年 - ）
- 世良公則（1999年）
  - 林原めぐみ（オープニング・エンディング）
- 藤本幸太郎（2010年・2011年）
- 多比良健（2014・2015年のフジテレビONE・BSフジ版）

## スタッフ
- 構成:岡野嘉充
- ナレーション:#ナレーターを参照
- 撮影:油井穣、山畑和孝
- 編集:塩野修久、小谷輝明、堀切廉
- MA:和光康彦、髙橋里佳（共同エディット）
- 音響:稲田俊介、大櫃菜月（OTONAGE）
- 写真協力:金子博、熱田護
- 編成:落合祐輔、加藤知也、安藤太郎、益子世名
- 国際渉外:原由香
- AD:小松紗梨奈、奥山慶剛
- ディレクター:筒井青志、栗橋克幸、土田陽介、熊倉拓也、大川剛志、栗原雄太
- チーフディレクター:武田森
- プロデューサー:本間学
- 制作協力:東京フイルム・メート
- 制作著作:フジテレビ

過去のスタッフ
- 総合監修:今宮純
- 構成:高桐唯詩
- カメラ:永野進、三浦博紀、馬塲義土、細野太郎、生谷吉亜、夏目利夫
- 編集:西勝隆行、岡本和也、田村義景、寺澤健、佐藤圭太、立原雅人、宮下拓海
- MA:萩野賢（共同エディット）、丸島彩乃
- 音響:長谷川龍
- オープニングCG:佐藤康夫
- CG:北岡誠
- 渉外:福本洋
- 海外コーディネート:藤井美智子
- 通訳:高橋克
- 編成:越智草平
- デスク:草薙結喜子
- AD:高田和典、齋藤佳伸
- ディレクター:高木健太郎、酒井範行、東厚志、伊藤雄司、井上博昭、フレデリーカ・ヘンス、藤井将人、河村洋一郎、渡部洋平、岡本和也
- チーフディレクター:山本剛志
- プロデューサー:藤山太一郎

## 参照
1. ↑  フジテレビ、総集編に代えて「F1 サムライの涙」を放送
2. ↑  F1来季もCSフジNEXTで完全生中継 シーズンオフ企画も充実 - サンケイスポーツ、2018年11月28日配信、同日閲覧
3. ↑  【フジテレビＯＮＥ　ＴＷＯ　ＮＥＸＴ】２０１９　Ｆ１グランプリ　総集編 - 産経新聞、2019年12月16日、2020年1月24日閲覧
4. ↑  “2020 F1グランプリ 総集編”. フジテレビ ONE TWO NEXT(ワンツーネクスト). 2020年12月28日閲覧。
5. ↑  2010年限りでF1から撤退したブリヂストンの最終戦に密着したドキュメント。
6. ↑  フジテレビワンツーネクストによる放送案内
7. ↑  フジテレビワンツーネクストによる放送案内 - 2015年12月27日閲覧